# Religionsfreiheit in der Schweiz
Die Religionsfreiheit (oder umfassender die Glaubens- und Gewissensfreiheit) ist in der Schweiz geschützt. Darunter versteht man im Allgemeinen das positive Recht, eine Religion auszuüben. Wie in westlichen Ländern üblich, zählt auch die negative Religionsfreiheit dazu, also das Recht, zu keiner oder nicht zu einer bestimmten Religionsgemeinschaft zu gehören bzw. eine solche zu verlassen und auch nicht zu einer Teilnahme an kultischen Handlungen, Feierlichkeiten oder sonstigen religiösen Praktiken gezwungen oder genötigt zu werden.
Die Religionsfreiheit wird oft als Teil der umfassend zu verstehenden Glaubens- und Gewissensfreiheit gesehen. Sie stellt in der Schweiz ein durch die Verfassung und die Europäische Menschenrechtskonvention garantiertes Grundrecht dar. Die öffentlich-rechtliche Anerkennung von Religionsgemeinschaften wird im Staatskirchenrecht geregelt, das in der Schweiz hauptsächlich auf der Ebene der Kantone umgesetzt wird.

## Verfassungsmässige Grundlage
Die Schweizer Bundesverfassung (BV) sichert die Glaubens- und Gewissensfreiheit in Art. 15:

«1Die Glaubens- und Gewissensfreiheit ist gewährleistet.

2Jede Person hat das Recht, ihre Religion und ihre weltanschauliche Überzeugung frei zu wählen und allein oder in Gemeinschaft mit anderen zu bekennen.

3Jede Person hat das Recht, einer Religionsgemeinschaft beizutreten oder anzugehören und religiösem Unterricht zu folgen.

4Niemand darf gezwungen werden, einer Religionsgemeinschaft beizutreten oder anzugehören, eine religiöse Handlung vorzunehmen oder religiösem Unterricht zu folgen.»

## Schutzobjekt
Unter den Begriff der Religion fallen in der Schweiz gemäss Rechtsprechung und juristischer Lehre «alle Überzeugungen, die sich auf das Verhältnis des Menschen zum Göttlichen, zum Transzendenten beziehen und weltanschauliche Dimensionen haben».
Geschützt ist das Recht, religiöse Auffassungen zu äussern und zu verbreiten, sich kritisch mit anderen religiösen Anschauungen auseinanderzusetzen, nach seiner religiösen Überzeugung zu leben, die damit verbundenen Handlungen vorzunehmen, die entsprechenden Vorschriften zu beachten und Religionsgemeinschaften zu gründen.
Art. 15 Abs. 4 BV enthält die negative Religionsfreiheit. Demnach darf der Staat niemanden am Austritt aus einer Religionsgemeinschaft hindern, zum Bezahlen von Kultussteuern für eine religiöse Gemeinschaft, der er nicht angehört, verpflichten oder zu religiösen Handlungen wie Schulgebet, Feldgottesdienst oder religiösem Eid zwingen. Weiter muss der Unterricht in öffentlichen Schulen religiös neutral sein, insbesondere ist der Bibelunterricht als fakultatives Fach getrennt vom übrigen Unterricht zu erteilen. Das Bundesgericht beurteilte 1990 Kruzifixe in Klassenzimmern der Primarschule Cadro als Verstoss gegen die Pflicht zur religiösen Neutralität an öffentlichen Schulen (BGE 116 Ia 252 ff.).

## Einschränkungen
Die Glaubens- und Gewissensfreiheit kann gemäss Art. 36 BV – wie andere Freiheitsrechte auch – unter bestimmten Voraussetzungen eingeschränkt werden. So darf die Benützung des öffentlichen Grunds für Kultushandlungen wie Prozessionen aus verkehrspolizeilichen Gründen beschränkt werden (BGE 108 Ia 41). Ebenfalls gestattet sind gewerbepolizeiliche Regelungen des Hausierens mit religiösen Schriften (BGE 56 I 431).
Die bundesgerichtliche Rechtsprechung beurteilt – im Gegensatz zur Mehrheit der juristischen Lehre und zur Rechtsprechung des deutschen Bundesverfassungsgerichts – die Kirchensteuerpflicht für juristische Personen als verfassungskonform (z. B. BGE 126 I 122, 125 ff.). Gemäss Bundesgericht sind weiter allgemeine kantonale Steuern von natürlichen Personen auch in dem Umfang zu bezahlen, in dem damit Beiträge an Kirchen (z. B. Pfarrerbesoldungen) finanziert werden, bei Gemeindesteuern kann die Bezahlung im entsprechenden Umfang hingegen verweigert werden (BGE 107 Ia 126, 130).
Art. 20 f. Tierschutzgesetz (TSG) verbietet das im Judentum und Islam vorgeschriebene Schächten ohne vorherige Betäubung. Der Import von geschächtetem Fleisch ist jedoch erlaubt (Art. 9 Abs. 1 TSG). Einschränkungen der Glaubens- und Gewissensfreiheit können sich auch aus der in Art. 59 Abs. 1 BV statuierten Pflicht für männliche Bürger ergeben, Militärdienst oder zivilen Ersatzdienst zu leisten.
Art. 261 des Strafgesetzbuches qualifiziert die Störung der Glaubens- und Kultusfreiheit als Vergehen. Art. 261bis StGB (sogenannte Rassismus-Strafnorm) stellt das öffentliche Diskriminieren, Verunglimpfen oder Verfolgen von Angehörigen einer Religion unter Strafe. Dabei ist es unerheblich, ob sich die Aktion gegen Vertreter einer religiösen Minderheit (zum Beispiel Juden) oder Mehrheit richtet.
Art. 72 Abs. 3 der Bundesverfassung untersagt den Bau von Minaretten.
Im Kanton Tessin stimmte die Wahlbevölkerung bei einer Volksabstimmung am 22. September 2013 für ein Verhüllungsverbot, was Niqabs oder Burkas einschliesst.

## Geschichtliche Entwicklung
Bis zur Gründung der Helvetischen Republik bestand in der Schweiz faktisch keine Religionsfreiheit. Dies betraf vor allem die seit der Reformationszeit in der Schweiz bestehenden Täufergemeinden (Schweizer Täufer), die bis weit ins 18. Jahrhundert verfolgt wurden. Erst mit dem Duldungsedikt vom 3. November 1815 wurden die Schweizer Täufer offiziell toleriert. Die Diskriminierung von Juden dauerte bis weit ins 19. Jahrhundert.
In der Bundesverfassung von 1848 wurde die Kultusfreiheit nur den anerkannten christlichen Konfessionen gewährt.
Mit der Teilrevision der Bundesverfassung von 1866 wurde den Juden in der Schweiz die Niederlassungsfreiheit und die volle Ausübung der Bürgerrechte gewährt. Artikel 44 der Verfassung garantierte aber nach wie vor nur den anerkannten christlichen Religionen die freie Ausübung des Gottesdienstes.
Die 1866 eingeführte Gleichberechtigung trat in sämtlichen Kantonen in Kraft, mit Ausnahme des Kantons Aargau, wo sie erst am 1. Januar 1879 angenommen wurde.
In der totalrevidierten Bundesverfassung von 1874 wurde die Religionsfreiheit im heutigen Umfang eingeführt. Allerdings enthielt sie verschiedene Ausnahmebestimmungen: So war der Jesuitenorden verboten, ebenso die Gründung von neuen Klöstern und Orden. Bürger geistlichen Standes, worunter auch ordinierte reformierte Pfarrer fielen, waren von der Wahl in den Nationalrat ausgeschlossen. Die Errichtung von Bistümern auf schweizerischem Gebiete unterlag der Genehmigung des Bundes.
Das Jesuitenverbot und der Klosterartikel wurden 1973 aufgehoben. Mit der Verfassung von 1999 wurde der Ausschluss Geistlicher vom Nationalrat fallengelassen. Der Bistumsartikel wurde hingegen in die neue Verfassung übernommen (Art. 72 Abs. 3 BV) und erst in der Volksabstimmung vom 10. Juni 2001 aufgehoben.
Am 29. November 2009 wurde die Minarett-Initiative angenommen, welche den Bau von Minaretten in der Schweiz verbietet. Die schweizerische Regierung (Bundesrat) und die beiden Kammern des Parlaments lehnten die Initiative ab und empfahlen den Stimmberechtigten, ein Nein in die Urne zu legen. Die Initiative schränkt nach Ansicht des Bundesrates und von Staatsrechtlern die Religionsfreiheit von Muslimen ein. Die Gegner von Minaretten argumentieren, diese Gebäude würden ein religiös-politisches Machtsymbol des Islams darstellen, da im Koran keine Gewaltentrennung zwischen Religion und Staat vorgesehen sei.